# Janvier 1701

## Événements
- 1er janvier : premier jour du XVIIIe siècle

### Espagne
- 5 janvier : arrivée de Philippe V d'Espagne à Madrid.

### France
- 5 janvier : à la suite du décès de Louis François Marie Le Tellier, secrétaire d'État à la guerre, Michel de Chamillard est nommé pour le remplacer.
- 15 janvier, la Côte de l'Or brandebourgeoise est renommée Colonies de la Côte de l'Or prussienne.

### Royaume-Uni
- Robert Walpole remporte les élections à Castle Rising.

### Pays-Bas
- 12 janvier : premier jour de l'année 1701 à Groningue, la 31 décembre 1700 est immédiatement suivi du 12 janvier lors du passage au calendrier grégorien.

### Prusse
- 17 janvier : fondation de l'ordre de l'Aigle noir par Frédéric III.
- 18 janvier : Frédéric III, électeur du Saint-Empire romain germanique, devient Frédéric Ier de Prusse, roi en Prusse.

## Naissances et décès
- 3 janvier : décès de Louis Ier de Monaco.
- 5 janvier : décès de Louis François Marie Le Tellier.
- 6 janvier : décès de Toussaint Rose.
- 13 janvier : décès de Friedrich Ulrich Calixt, théologien à Helmstedt.
- 16 janvier : décès de Maria, princesse de Mecklenburg-Gustrow, épouse de Adolf Frederick II, duc de Mecklenburg-Strelitz.
- 18 janvier : naissance de Marie-Françoise Bart, onzième enfant de Jean Bart.
- 23 janvier : naissance de Anne Antoine d'Aché.
- 27 janvier : naissance de Johann Nikolaus von Hontheim.
- 28 janvier : naissance de Charles Marie de La Condamine.
- décès de Kenneth Mackenzie de la pairie d'Écosse, en détention à Paris alors qu'il avait suivi Jacques VII d'Écosse pendant la rébellion jacobite.